# 木脇村
木脇村（きわきむら）は、宮崎県東諸県郡にあった村。現在の東諸県郡国富町の一部にあたる。

## 地理
宮崎平野の中央部、大淀川の2次支川・深年川の下流左岸に位置していた。

## 歴史
- 1889年（明治22年）5月1日、町村制の施行により、東諸県郡木脇村、岩知野村、塚原村、三名村が合併して村制施行し、木脇村が発足[1][2]。旧村名を継承した木脇、岩知野、塚原、三名の4大字を編成した[2]。
- 1957年（昭和32年）3月31日、東諸県郡国富町に編入され廃止[1][2]。合併後、国富町大字木脇・岩知野・塚原・三名となる。

### 地名の由来
古く木ノ脇・絹分（きぬわけ）と称し、中世に伊東祐頼が諸県荘の絹分を領し木ノ脇殿と称して、絹分が木ノ脇と改称し、のちに木脇と称した。

## 産業
- 農業、林業[2]

## 教育
- 木脇尋常高等小学校[2]（現国富町立木脇小学校）

## 名所・旧跡
- 木脇村古墳（県指定史跡）[2]